# Meidericher Spielverein Duisburg 1971-1972
Questa voce raccoglie le informazioni riguardanti il Meidericher Spielverein Duisburg nelle competizioni ufficiali della stagione 1971-1972.

## Stagione
Nella stagione 1971-1972 il Duisburg, allenato da Rudi Faßnacht, concluse il campionato di Bundesliga al 14º posto. In Coppa di Germania il Duisburg fu eliminato agli ottavi di finale dal RW Oberhausen.

## Rosa
| N. |                     | Ruolo | Calciatore             |
| -- | ------------------- | ----- | ---------------------- |
|    | Germania (bandiera) | P     | Volker Danner          |
|    | Germania (bandiera) | P     | Dietmar Linders        |
|    | Germania (bandiera) | D     | Michael Bella          |
|    | Germania (bandiera) | D     | Heinz-Peter Buchberger |
|    | Germania (bandiera) | D     | Hartmut Heidemann      |
|    | Germania (bandiera) | D     | Detlef Pirsig          |
|    | Germania (bandiera) | D     | Kurt Rettkowski        |
|    | Germania (bandiera) | D     | Helmut Roth            |
|    | Germania (bandiera) | C     | Willibert Kremer       |
|    | Germania (bandiera) | C     | Bernd Lehmann          |

| N. |                     | Ruolo | Calciatore        |
| -- | ------------------- | ----- | ----------------- |
|    | Serbia (bandiera)   | C     | Đorđe Pavlić      |
|    | Germania (bandiera) | C     | Johannes Riedl    |
|    | Germania (bandiera) | C     | Werner Schneider  |
|    | Germania (bandiera) | C     | Klaus Wunder      |
|    | Germania (bandiera) | A     | Rainer Budde      |
|    | Germania (bandiera) | A     | Bernard Dietz     |
|    | Germania (bandiera) | A     | Gerhard Kentschke |
|    | Germania (bandiera) | A     | Hannes Linßen     |
|    | Germania (bandiera) | A     | Rudolf Seliger    |
|    | Germania (bandiera) | A     | Ronnie Worm       |

## Organigramma societario
Area tecnica
- Allenatore: Rudi Faßnacht
- Allenatore in seconda:
- Preparatore dei portieri:
- Preparatori atletici:

## Calciomercato

### Sessione estiva
| Acquisti | Acquisti     | Acquisti         | Acquisti |
| R.       | Nome         | da               | Modalità |
| -------- | ------------ | ---------------- | -------- |
| D        | Helmut Roth  | Lugano           |          |
| C        | Klaus Wunder | Arminia Hannover |          |

| Cessioni | Cessioni           | Cessioni                | Cessioni |
| R.       | Nome               | a                       | Modalità |
| -------- | ------------------ | ----------------------- | -------- |
| D        | Toni Burghardt     | Eintracht Bad Kreuznach |          |
| D        | Georg Damjanoff    | Arminia Bielefeld       |          |
| A        | Helmut Huttary     | Winterthur              |          |
| C        | Willibert Kremer   | Duisburg U19            |          |
| A        | Kurt-Jürgen Lorenz | Preußen Münster         |          |
| C        | Hans Sondermann    | Uerdingen 05            |          |

## Risultati

### Bundesliga

#### Girone di andata
| Arbitro: | Horstmann |

|                         |           |           |
| Kentschke 58’ Budde 86’ | Marcatori | 7’ Bücker |

| Arbitro: | Ohmsen |

|                 |           |  |
| Libuda 40’, 89’ | Marcatori |  |

| Duisburg 28 agosto 1971, ore 15:30 CET 3ª giornata | Duisburg | 0 – 0 referto | Fortuna Düsseldorf | Wedaustadion (27 000 spett.)\| Arbitro: \| Hilker \| |
| Arbitro:                                           | Hilker   |               |                    |                                                      |

| Arbitro: | Lutz |

|                |           |  |
| Hermandung 44’ | Marcatori |  |

| Duisburg 4 settembre 1971, ore 15:30 CET 5ª giornata | Duisburg | 0 – 0 referto | Eintracht Braunschweig | Wedaustadion (12 000 spett.)\| Arbitro: \| Gabor \| |
| Arbitro:                                             | Gabor    |               |                        |                                                     |

| Arbitro: | Hamer |

|  |           |            |
|  | Marcatori | 42’ Wunder |

| Arbitro: | Bonacker |

|            |           |                                                  |
| Wunder 59’ | Marcatori | 15’, 53’ Müller 27’ Wloka 70’ Heynckes 84’ Fevre |

| Arbitro: | Geng |

|          |           |  |
| Bitz 37’ | Marcatori |  |

| Arbitro: | Quindeau |

|                                               |           |  |
| Linßen 17’, 52’ Wunder 50’ Lehmann 68’ (rig.) | Marcatori |  |

| Arbitro: | Berner |

|                               |           |                |
| Hartl 41’ Krämer 72’ Fern 75’ | Marcatori | 70’ Rettkowski |

| Arbitro: | Engel |

|           |           |                           |
| Budde 21’ | Marcatori | 13’ Handschuh 89’ Coordes |

| Arbitro: | Basedow |

|                                                          |           |                    |
| Müller 27’, 29’ Roth 42’ (rig.), 58’ (rig.) Breitner 51’ | Marcatori | 34’ (rig.) Lehmann |

| Arbitro: | Betz |

|                      |           |             |
| Pavlić 42’ Dietz 44’ | Marcatori | 79’ Beichle |

| Arbitro: | Pfleiderer |

|           |           |           |
| Weber 18’ | Marcatori | 67’ Riedl |

| Arbitro: | Linn |

|                           |           |                                               |
| Wunder 12’ Rettkowski 18’ | Marcatori | 65’ Bjørnmose 78’ (rig.) Kaltz 82’, 87’ Hönig |

| Arbitro: | Köhler |

|            |           |                |
| Wunder 36’ | Marcatori | 77’ Scheermann |

| Arbitro: | Herden |

|                                  |           |           |
| Nickel 18’ (rig.) Hölzenbein 25’ | Marcatori | 49’ Dietz |

#### Girone di ritorno
| Arbitro: | Schulenburg |

|                           |           |                                    |
| Hohnhausen 47’ Schütz 64’ | Marcatori | 37’ Kentschke 54’ Wunder 84’ Riedl |

| Arbitro: | Lutz |

|                        |           |  |
| Lehmann 27’ Linßen 88’ | Marcatori |  |

| Düsseldorf 5 febbraio 1972, ore 15:00 CET 20ª giornata | Fortuna Düsseldorf | 0 – 0 referto | Duisburg | Flinger Broich (12 000 spett.)\| Arbitro: \| Fork \| |
| Arbitro:                                               | Fork               |               |          |                                                      |

| Arbitro: | Heckeroth |

|                              |           |  |
| Lehmann 14’ (rig.) Riedl 44’ | Marcatori |  |

| Arbitro: | Pfleiderer |

|                         |           |  |
| Grzyb 30’ Gersdorff 42’ | Marcatori |  |

| Duisburg 4 marzo 1972, ore 15:30 CET 23ª giornata | Duisburg  | 0 – 0 referto | RW Oberhausen | Wedaustadion (10 000 spett.)\| Arbitro: \| Horstmann \| |
| Arbitro:                                          | Horstmann |               |               |                                                         |

| Arbitro: | Aldinger |

|                                   |           |  |
| Wimmer 53’ Heynckes 55’ Fevre 84’ | Marcatori |  |

| Arbitro: | Picker |

|          |           |  |
| Worm 60’ | Marcatori |  |

| Arbitro: | Bonacker |

|                          |           |  |
| Jendrossek 50’ Braun 85’ | Marcatori |  |

| Arbitro: | Riegg |

|                    |           |                      |
| Bella 5’ Wunder 7’ | Marcatori | 16’ Wosab 69’ Krämer |

| Arbitro: | Dittmer |

|               |           |  |
| Entenmann 42’ | Marcatori |  |

| Arbitro: | Schäfer |

|                           |           |  |
| Worm 70’, 88’ Lehmann 83’ | Marcatori |  |

| Arbitro: | Klauser |

|                                          |           |                     |
| Stiller 27’ Beichle 63’ Siemensmeyer 72’ | Marcatori | 1’ Pavlić 50’ Riedl |

| Arbitro: | Heckeroth |

|                             |           |  |
| Dietz 5’ Lehmann 68’ (rig.) | Marcatori |  |

| Arbitro: | Zühlke |

|                         |           |  |
| Bjørnmose 72’ Kaltz 78’ | Marcatori |  |

| Arbitro: | Hamer |

|                                  |           |             |
| Löhr 7’, 22’, 86’ Kapellmann 40’ | Marcatori | 15’ Seliger |

| Arbitro: | Quindeau |

|  |           |            |
|  | Marcatori | 76’ Nickel |

### Coppa di Germania
| Arbitro: | Redelfs |

|               |           |            |
| Jendrossek 2’ | Marcatori | 52’ Wunder |

| Arbitro: | Schäfer |

|                                          |           |                |
| Budde 36’ Seliger 75’ Lehmann 79’ (rig.) | Marcatori | 31’ Roggensack |

| Arbitro: | Klauser |

|                     |           |                            |
| Worm 8’ Lehmann 44’ | Marcatori | 6’ Hollmann 34’ Schumacher |

| Arbitro: | Betz |

|                |           |  |
| Schumacher 22’ | Marcatori |  |

## Statistiche

### Statistiche di squadra
| Competizione      | Punti | In casa | In casa | In casa | In casa | In casa | In casa | In trasferta | In trasferta | In trasferta | In trasferta | In trasferta | In trasferta | Totale | Totale | Totale | Totale | Totale | Totale | DR  |
| Competizione      | Punti | G       | V       | N       | P       | Gf      | Gs      | G            | V            | N            | P            | Gf           | Gs           | G      | V      | N      | P      | Gf     | Gs     | DR  |
| ----------------- | ----- | ------- | ------- | ------- | ------- | ------- | ------- | ------------ | ------------ | ------------ | ------------ | ------------ | ------------ | ------ | ------ | ------ | ------ | ------ | ------ | --- |
| Bundesliga        | 27    | 17      | 8       | 5       | 4       | 25      | 17      | 17           | 2            | 2            | 13           | 11           | 34           | 34     | 10     | 7      | 17     | 36     | 51     | -15 |
| Coppa di Germania | -     | 2       | 1       | 1       | 0       | 5       | 3       | 2            | 0            | 1            | 1            | 1            | 2            | 4      | 1      | 2      | 1      | 6      | 5      | +1  |
| Totale            | 27    | 19      | 9       | 6       | 4       | 30      | 20      | 19           | 2            | 3            | 14           | 12           | 36           | 38     | 11     | 9      | 18     | 42     | 56     | -14 |

### Andamento in campionato
| Giornata  | 1 | 2  | 3  | 4  | 5  | 6 | 7  | 8  | 9  | 10 | 11 | 12 | 13 | 14 | 15 | 16 | 17 | 18 | 19 | 20 | 21 | 22 | 23 | 24 | 25 | 26 | 27 | 28 | 29 | 30 | 31 | 32 | 33 | 34 |
| --------- | - | -- | -- | -- | -- | - | -- | -- | -- | -- | -- | -- | -- | -- | -- | -- | -- | -- | -- | -- | -- | -- | -- | -- | -- | -- | -- | -- | -- | -- | -- | -- | -- | -- |
| Luogo     | C | T  | C  | T  | C  | T | C  | T  | C  | T  | C  | T  | C  | T  | C  | C  | T  | T  | C  | T  | C  | T  | C  | T  | C  | T  | C  | T  | C  | T  | C  | T  | T  | C  |
| Risultato | V | P  | N  | P  | N  | V | P  | P  | V  | P  | P  | P  | V  | N  | P  | N  | P  | V  | V  | N  | V  | P  | N  | P  | V  | P  | N  | P  | V  | P  | V  | P  | P  | P  |
| Posizione | 5 | 12 | 12 | 16 | 14 | 9 | 13 | 13 | 12 | 13 | 14 | 13 | 13 | 12 | 13 | 12 | 14 | 14 | 13 | 13 | 12 | 13 | 13 | 13 | 13 | 13 | 13 | 14 | 12 | 14 | 13 | 14 | 14 | 14 |

Legenda:

Luogo: C = Casa; T = Trasferta. Risultato: V = Vittoria; N = Pareggio; P = Sconfitta.

### Statistiche dei giocatori
| Giocatore     | Bundesliga | Bundesliga | Bundesliga  | Bundesliga | Coppa di Germania | Coppa di Germania | Coppa di Germania | Coppa di Germania | Totale   | Totale | Totale      | Totale     |
| Giocatore     | Presenze   | Reti       | Ammonizioni | Espulsioni | Presenze          | Reti              | Ammonizioni       | Espulsioni        | Presenze | Reti   | Ammonizioni | Espulsioni |
| ------------- | ---------- | ---------- | ----------- | ---------- | ----------------- | ----------------- | ----------------- | ----------------- | -------- | ------ | ----------- | ---------- |
| M. Bella      | 34         | 1          | 0           | 0          | 4                 | 0                 | 0                 | 0                 | 38       | 1      | 0           | 0          |
| K. Bruckmann  | 0          | 0          | 0           | 0          | 0                 | 0                 | 0                 | 0                 | 0        | 0      | 0           | 0          |
| H. Buchberger | 11         | 0          | 0           | 0          | 1                 | 0                 | 0                 | 0                 | 12       | 0      | 0           | 0          |
| R. Budde      | 17         | 2          | 0           | 0          | 3                 | 1                 | 0                 | 0                 | 20       | 3      | 0           | 0          |
| H. Büssers    | 0          | 0          | 0           | 0          | 0                 | 0                 | 0                 | 0                 | 0        | 0      | 0           | 0          |
| P. Cestonaro  | 0          | 0          | 0           | 0          | 0                 | 0                 | 0                 | 0                 | 0        | 0      | 0           | 0          |
| V. Danner     | 26         | 0          | 0           | 0          | 4                 | 0                 | 0                 | 0                 | 30       | 0      | 0           | 0          |
| B. Dietz      | 31         | 3          | 0           | 0          | 4                 | 0                 | 0                 | 0                 | 35       | 3      | 0           | 0          |
| H. Heidemann  | 29         | 0          | 0           | 0          | 4                 | 0                 | 0                 | 0                 | 33       | 0      | 0           | 0          |
| J. Hey        | 0          | 0          | 0           | 0          | 0                 | 0                 | 0                 | 0                 | 0        | 0      | 0           | 0          |
| M. Holscher   | 0          | 0          | 0           | 0          | 0                 | 0                 | 0                 | 0                 | 0        | 0      | 0           | 0          |
| E. Häming     | 0          | 0          | 0           | 0          | 0                 | 0                 | 0                 | 0                 | 0        | 0      | 0           | 0          |
| G. Kentschke  | 19         | 2          | 0           | 0          | 3                 | 0                 | 0                 | 0                 | 22       | 2      | 0           | 0          |
| W. Kremer     | 0          | 0          | 0           | 0          | 1                 | 0                 | 0                 | 0                 | 1        | 0      | 0           | 0          |
| B. Lehmann    | 28         | 6          | 0           | 0          | 4                 | 2                 | 0                 | 0                 | 32       | 8      | 0           | 0          |
| D. Linders    | 8          | 0          | 0           | 0          | 0                 | 0                 | 0                 | 0                 | 8        | 0      | 0           | 0          |
| H. Linßen     | 21         | 3          | 0           | 0          | 2                 | 0                 | 0                 | 0                 | 23       | 3      | 0           | 0          |
| Đ. Pavlić     | 30         | 2          | 0           | 0          | 3                 | 0                 | 0                 | 0                 | 33       | 2      | 0           | 0          |
| D. Pirsig     | 34         | 0          | 0           | 0          | 4                 | 0                 | 0                 | 0                 | 38       | 0      | 0           | 0          |
| K. Rettkowski | 34         | 2          | 0           | 0          | 4                 | 0                 | 0                 | 0                 | 38       | 2      | 0           | 0          |
| J. Riedl      | 33         | 4          | 0           | 0          | 3                 | 0                 | 0                 | 0                 | 36       | 4      | 0           | 0          |
| H. Roth       | 1          | 0          | 0           | 0          | 0                 | 0                 | 0                 | 0                 | 1        | 0      | 0           | 0          |
| E. Savkovic   | 0          | 0          | 0           | 0          | 0                 | 0                 | 0                 | 0                 | 0        | 0      | 0           | 0          |
| L. Schneider  | 0          | 0          | 0           | 0          | 0                 | 0                 | 0                 | 0                 | 0        | 0      | 0           | 0          |
| W. Schneider  | 2          | 0          | 0           | 0          | 0                 | 0                 | 0                 | 0                 | 2        | 0      | 0           | 0          |
| R. Seliger    | 21         | 1          | 0           | 0          | 3                 | 1                 | 0                 | 0                 | 24       | 2      | 0           | 0          |
| N. Sobbe      | 0          | 0          | 0           | 0          | 0                 | 0                 | 0                 | 0                 | 0        | 0      | 0           | 0          |
| R. Traugott   | 0          | 0          | 0           | 0          | 0                 | 0                 | 0                 | 0                 | 0        | 0      | 0           | 0          |
| R. Worm       | 10         | 3          | 0           | 0          | 1                 | 1                 | 0                 | 0                 | 11       | 4      | 0           | 0          |
| K. Wunder     | 27         | 7          | 0           | 2          | 2                 | 1                 | 0                 | 0                 | 29       | 8      | 0           | 2          |